# Nasr II

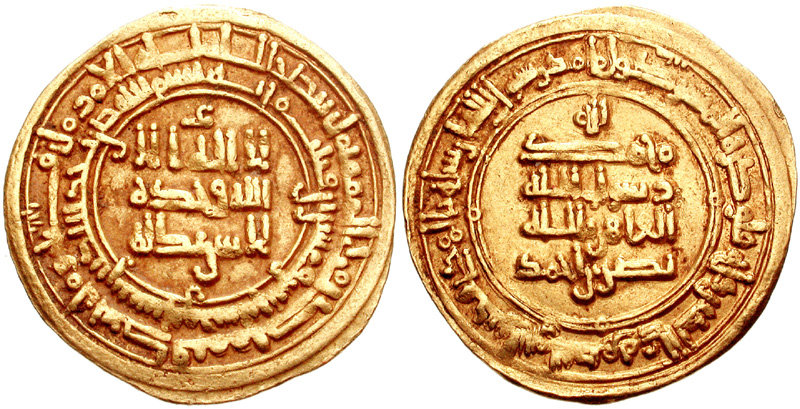
Moneda de Nasr II

Nasr II (murió en 943) fue amir de los Samánidas (914-943). Su reino fue el punto más alto alcanzado por el gobierno de los Samánidas. Fue el hijo de Ahmad ibn Isma’il.
Nasr se convirtió en emir en la edad de ocho años, después del asesinato de su padre en enero de 914. Debido a su juventud, su primer ministro Abu ’Abd-Allah al-Jaihani se hizo cargo de la regencia. Casi de inmediato una serie de revueltas estallaron, el más grave es la dirigida por su tío abuelo Ishaq Ibn Ahmad. Los hijos de Ishaq participaron en la rebelión; un de ellos, Mansur, tomó el control de Nishapur y varias otras ciudades de Jorasán. Finalmente, Ishaq fue capturado, mientras que Mansur murió en Nishapur.
La ascensión de Nasr también trajo la inestabilidad a las periferias del estado samánida. Los abasíes lograron recuperar Sistán por última vez, mientras que Ray y Tabaristán fueron tomadas por Alid al-Utrush. A pesar de ser incapaces de recuperar las provincias, los Samanidas utilizaron líderes locales dailamitas y guilakíes, manteniéndose activas las luchas allí. Una amenaza de movilización por Nasr en el año 933 llevó al Mardavij ziyárida, que se había convertido en la potencia dominante en la región, a entregar Gurgan y pagar tributos por la posesión de Ray. Vushmgir hermano de Mardavij, quien tomó el poder en 935, aceptó el señorío samánida; los ejércitos samánidas desde ese momento han participado activamente en la protección de los ziyáridas, de los ataques de los buyíes, que se alzaran en el centro de Persia.
Jaihani fue depuesto en el año 922 por Nasr, a causa de sus sospechosas creencias chiíes. Fue sustituido por Abu-l-Fadl al-Bal'ami, que en su mayor parte continuó la política de su predecesor. En 929 una revuelta estalló, encabezadas por los hermanos de Nasr. Es así que proclamaron a uno de los suyos, Yahya, como emir. Bal'ami logró sofocar la rebelión, haciendó pelear a los hermanos entre sí. En 938 Jaihani fue reinstalado como primer ministro, lugar que ocupó hasta 941.
Los ministros de Nasr coadyuvaron a convertir a la corte samánida en un centro cultural. Jaihani era conocido como escritor, y por su trabajo en Geografía. Su interés en el tema le llevó a invitar a geógrafos de muchos lugares de Bujara. Científicos, astrónomos y otros, también acudieron a la ciudad. Bal'ami, asimismo, se interesó por las artes y patrocinó a intelectuales y autores.
En 943 varios oficiales del ejército samánida, enojados con el apoyo de Nasr a misioneros ismailíes, tramaron una conspiración para asesinar al emir. Nuh, el hijo de Nasr, sin embargo, se enteró del plan, por el cual asistió a un banquete organizado para desarrollar el plan, y allí decapitó al líder de la revuelta. Para aplacar a los otros oficiales, se comprometió a detener a los misioneros ismailíes de continuar sus actividades. Luego, convenció a Nasr para que abdicase. Nasr murió poco después.